# Blake Lively
Blake Ellender Brown (født 25. august 1987) er en amerikansk skuespillerinde. Hun tog navnet Lively da det var hendes mormors pigenavn. Hun er hovedsageligt kendt fra serien Gossip Girl, hvor hun spiller Serena Van Der Woodsen og filmene The Sisterhood of the Traveling Pants 1 og 2, hvor hun spiller Bridget Vreeland. Blake Lively har også spillet med i filmen Age of Adaline fra 2015. Lively har også medvirket i film som "A Simple Favor" og "The Shallows"

## Privat
Lively datede Gossip Girl medstjerne Penn Badgley i tre år før de slog op. Lively mødte første gang Ryan Reynolds i 2010, imens de filmede Green Lantern. I oktober 2011 begyndte de at date. Parret giftede sig med hinanden den 9. september 2012, på Boone Hall Plantation i Mount Pleasant, South Carolina.

## Priser
- Teen Choice Awards som Choice TV Actress Drama i Gossip Girl.
- Teen Choice Awards som Choice TV Breakout Star Female i Gossip Girl.